# Kürdəmiş
Kürdəmiş è un comune dell'Azerbaigian situato nel distretto di Göyçay. Conta una popolazione di 1 275 abitanti.